# Gromosław Czempiński
Gromosław Józef Czempiński (12. listopada 1945., Oborniki) je bivši poljski obavještajac koji je 1990. godine zapovjedao Operacijom Samum u kojoj su agenti CIA-e i DIA-e tajno evakuirani iz Iraka prije početka Zaljevskog rata.
Czempiński je u razdoblju od 1. prosinca 1993. do 9. veljače 1996. bio ravnatelj bivše poljske sigurnosno-obavještajne agencije UOP te ima čin brigadnog generala.

## Karijera
Czempiński je diplomirao ekonomiju 1970. na Sveučilištu u Poznańu. Dvije godine nakon toga zapošljava se u tajnoj službi kao njen glasnogovornik. Godinu potom završava obuku u centru za obuku osoblja u bazi kraj sela Stare Kiejkuty. Nakon toga radi u poljskom generalnom konzulatu u Chicagu a kasnije u poljskoj diplomatskoj misiji pri UN-u u Ženevi.
1990. postaje obavještajac UOP-a a iste godine zapovjeda Operacijom Samum kojom su tajno evakuirani američki obavještajci iz Iraka. Oni su tamo pratili kretanja iračke vojske te izrađivali precizne karte o pozicijama vojnih postrojenja u Bagdadu. Cijela operacija je bila veoma riskantna jer su u slučaju identifikacije mogli biti ubijeni dok je iračka tajna služba u to vrijeme sumnjala na američko-poljsku suradnju. Budući da je cijela operacija uspjela, američka vlada je otpisala polovicu poljskog vanjskog duga koji je iznosio 16,5 milijardi USD dok je Czempińskog odlikovao američki predsjednik George Bush st. Također, uz američku suradnju, formirana je specijalna vojna jedinica koju je njen prvi zapovjednik Slawomir Petelicki nazvao GROM, u čast Gromosława Czempińskog.
Nakon vojnog umirovljenja u travnju 1996., Czempiński je radio u upravnim odborima i menadžmentu brojnih kompanija kao što su PZL Mielec, FORCAN, BRE Bank, WAPARK, MOBITEL, Szeptel, The Quest Group i Eco Recycling Investment a davao je i usluge poslovnog savjetovanja.
Od 1999. do 2012. obnaša dužnost predsjednika varšavskog aero kluba a od 2005. do 2010. je predsjednik nacionalnog aero kluba.
2009. godine je u interviewu za jedne poljske dnevne novine izjavio da je bio jedan od osnivača nacionalne stranke Građanska platforma.
22. studenog 2011. uhićen je po nalogu Središnjeg antikorupcijskog ureda zbog sumnje da je nezakonito prisvojio 1,4 milijuna eura tijekom privatizacije tvrtke STOEN.

## Vanjske poveznice
- Czempiński – życie nieznanego tenora  Arhivirana inačica izvorne stranice od 20. rujna 2015. (Wayback Machine)
- Jak CIA poznała się z UOP